# Kamil Kosiba
Kamil Kosiba (Biecz, 22 de fevereiro de 1999) é um voleibolista profissional polonês, jogador posição ponta. 

## Títulos
Clubes
Campeonato Polônia Sub-21:
- 2018

Campeonato primeira liga da Polônia:
- 2021[2]